# Lac Libanda
Le lac Libanda est un lac de la République démocratique du Congo situé dans le territoire de Makanza, district du Équateur, en province de l’Équateur à l’ouest de Makanza.